# MOS Technology
МОС Технолоджі (англ. MOS Technology, або просто МОС, англ. MOS, також відома як Commodore Semiconductor Group) — американська компанія, відома як розробник мікропроцесора 6502.
В 2001 році компанія була закрита.
Букви «MOS» є скороченням Metal Oxide Semiconductor.

## Історія
Компанія початково була заснована для виробництва мікрокалькуляторів та мікросхем для них, розроблених компанією Texas Instruments. Компанія також недовго виробляла спеціалізовану мікросхему для ігрової приставки Pong компанії Atari. З ростом ринку калькуляторів компанія поступово стала належати компанії Commodore Business Machines, що купила майже весь об'єм поставок компонентів для своєї лінії калькуляторів.
В 1975 році в історії компанії відбулися значні зміни. Кілька розробників процесора Motorola 6800 пішли з компанії Motorola незабаром після його виходу на ринок. В цей час не існувало компаній, що займалися лише розробкою мікросхем, тому для реалізації своїх ідей їм довелось приєднатися до компанії-виробника мікросхем. MOS була невеличкою компанією з хорошою репутацією і розміщувалася у відповідному місці — на східному узбережжі США.
Група, що складалася з чотирьох розробників на чолі з Чаком Педдлом (Chuck Peddle) і включала Біла Менша (Bill Mensch), почала розробку нового мікропроцесора, подібного на 6800, але який перевершував його. Отриманий процесор, 6501, нагадував своїм влаштуванням 6800, але з арахунок ряду спрощень міг працювати до чотирьох разів швидше.

### Сімейство 6502
Майже відразу після анонсу процесора 6501 компанія Motorola почала судовий розгляд. Хоча 6501 програмно не сумісний з 6800, через збіг призначення та розташування виводів він міг встановлюватися в існуючі системи, розроблені для 6800, без їх зміни. Для Motorola це виявилось достатньо, щоби подати судовий позов. Продажі 6501 були практично повністю зупинені. Судовий розгляд продовжувався багато років і закінчився вимушенням компанії MOS до виплати штрафу в розмірі $200000, що являлось незначною сумою.
Тим часом, у вересні 1975 року був початий продаж процесора 6502 з робочою частотою 1 МГц та початковою ціною в $25. Процесор був практично ідентичним до 6501, відрізняючись лише призначенням виводів. Більш складні і дорогі процесори 6800 та Intel 8080 мали меншу швидкодію і, до того ж, 6502 був простішим в використанні і значно дешевшим. Хоча можливість використання процесора в існуючих системах, розроблених для процесора 6800, була втрачена, низька ціна дозволила швидко перевершити 6800 в популярності та зробити цей недолік незначним.

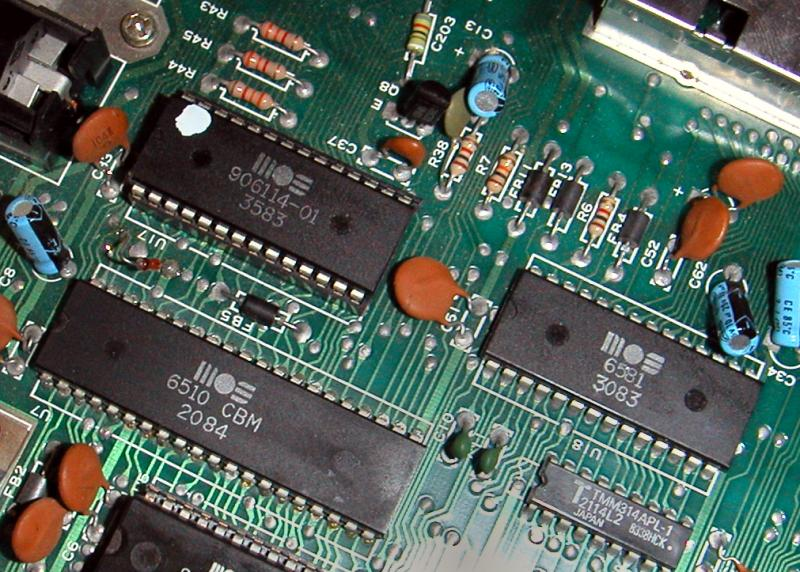
Друкована плата комп'ютера Commodore 64 з мікросхемами MOS Technology: процесор 6510 (довга мікросхема, нижня зліва) і 6581 SID (праворуч). Під позначенням мікросхем вказана дата виробництва в форматі тиждень/рік (ТТ/РР).

Ціна 6502 була настільки низькою, що після першого показу процесора на виставці в 1975 році чимало людей сприйняли заявлену вартість нереалістичною. В своїх розрахунках вони не враховували більш високий процент виходу придатних мікросхем, забезпеченого технологією виправлення масок, якою володіла MOS. Сумніви були розвіяні після того, як на тій же виставці компанії Intel і Motorola оголосили про зниження вартості їх процесорів до $179 і $69, щоби конкурувати з суттєво дешевшим 6502. Це підняло довіру до процесора, і після закінчення виставки дерев'яна бочка, повна демонстраційних зразків, була пустою.
Процесор 6502 швидко набрав популярність, став одним з найбільш популярних процесорів свого часу. Було випущено ряд модифікацій процесора, які отримали позначення від 6503 до 6507. Вони були виконані в корпусі DIP28 для подальшого зниження вартості та відрізнялись відсутністю деяких зовнішніх сигналів та розрядністю шини адрес. Найбільш популярною з них стала модифікація 6507, що використовувалась в ігровій консолі Atari 2600 та дисководах Atari. Модифікація 6504 використовувалась в деяких принтерах. Також були випущені модифікації з позначеннями від 6512 до 6515, які відрізнялись відсутністю вбудованого генератора тактової частоти та призначені для використання в пристроях з окремим генератором частоти. Іншою популярною модифікацією став процесор 6510, що використовувався в комп'ютері Commodore 64 та мав додаткові порти вводу-виводу.
Ряд компаній, включно з Rockwell International, GTE, Synertek и Western Design Center (WDC), придбав у MOS ліцензію на виробництво мікросхем лінійки 650x. Компанії Ricoh та Hudson Soft, що також придбали ліцензію на виробництво процесора, розробили його модифіковані варіанти 2A03 та HuC6280 для використання в ігрових консолях Famicom (Nintendo Entertainment System) і PC Engine (TurboGrafx-16).